# Anshan
För andra betydelser, se Anshan (olika betydelser).
Anshan är en stad på prefekturnivå i provinsen Liaoning i nordöstra Kina, i regionen Manchuriet. Den ligger omkring 120 kilometer sydväst om provinshuvudstaden Shenyang. Stadskärnan hade 2006 cirka 1,5 miljoner invånare.

## Industri

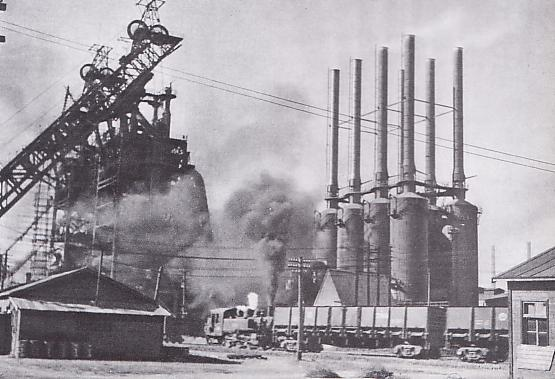
Stålverket Showa under Anshans tid som japansk lydstat.

Anshan är landets ledande järn- och stålindustricentrum. De första smältugnarna byggdes 1919 och använde lokala malmförekomster. När staden var en del av den japanska lydstaten Manchukuo byggde japanerna ut stålverkens kapacitet. Efter andra världskriget demonterade sovjetryssarna industrianläggningarna, men de byggdes sedan ut till ett modernt järn- och stålkomplex. I slutet av 1950-talet producerade Anshan 40 procent av Kinas stål, men produktionen har senare avtagit och staden har fått en mer allsidig industristruktur. Staden är också ett viktigt centrum för metallurgisk forskning och teknologiska innovationer inom stålindustrin. Här finns också mekanisk industri, bland annat tillverkning av traktorer. Lokala förekomster av oljeskiffer utgör grunden för en kemisk och petrokemisk industri.

## Geografi
Anshan är beläget i närheten av storstaden Shenyang. Prefekturen består av fyra stadsdistrikt, ett härad och ett autonomt härad:
- Stadsdistriktet Tiedong 铁东区;
- Stadsdistriktet Tiexi 铁西区;
- Stadsdistriktet Lishan 立山区;
- Stadsdistriktet Qianshan 千山区;
- Staden Haicheng 海城市;
- Häradet Tai'an 台安县;
- Det autonoma häradet Xiuyan för manchu-folket 岫岩满族自治县.

## Klimat
Genomsnittlig årsnederbörd är 976 millimeter. Den regnigaste månaden är juli, med i genomsnitt 249 mm nederbörd, och den torraste är januari, med 7 mm nederbörd.

## Vänorter
Anshans vänorter utanför Kina är Bursa i Turkiet, Sheffield i England, Birmingham i Alabama USA, Amagasaki i Japan och Lipetsk i Ryssland.